# Каролинская война
Каролинская война — второй этап Столетней войны, представлявшей собой череду конфликтов между Англией, Францией и их союзниками. Его название образовано от имени короля Франции Карла V Валуа, возобновившего войну в 1369 году. Формальным предлогом для этого стали жалобы аквитанцев на Эдуарда Чёрного принца, адресованные французской короне. На протяжении всей Каролинской войны перевес был на стороне французов, которые заняли большую часть континентальных владений Плантагенетов. С 1378 года война шла на фоне Великого раскола католической церкви. В 1389 году между Англией и Францией было заключено перемирие, которое продлевалось до 1415 года.

## Предыстория
В ходе первого этапа Столетней войны, известного как Эдвардианская война (1337—1360), англичане нанесли французам ряд поражений. По условиям мира в Бретиньи 1360 года Эдуард III Английский отказывался от притязаний на французскую корону, но получал всю Аквитанию, которая выходила из-под сюзеренитета Иоанна Доброго Французского, сохранял за собой ряд владений на севере Франции и должен был получить выплату в три миллиона экю. Чтобы гарантировать выполнение этих условий, французы отправили в Лондон ряд заложников, в числе которых были знатнейшие бароны и представители городов. Передача территорий закончилась к 1362 году, но взаимный отказ (от короны и от суверенитета над Аквитанией) по разным причинам так и не произошёл. Между двумя королевствами продолжали возникать противоречия, которые могли привести к возобновлению открытой войны.
В 1364 году Иоанн Добрый умер в Лондоне (туда он приехал, чтобы заменить в качестве заложника сына, Людовика Анжуйского). Королём Франции стал Карл V. Его страна к тому времени была разорена многолетней войной, королевская власть была ослаблена, казна опустела. Историки считают маловероятным наличие у Карла в этот момент реваншистских планов: он был сосредоточен на укреплении своей власти над оставшимися территориями. При этом отказ от суверенитета откладывался, а на периферии продолжались конфликты, бывшие составными частями Эдвардианской войны. В Бретани английский ставленник Жан V разгромил конкурента, Карла де Блуа, но после этого принёс вассальную присягу Карлу V. В Нормандии король разбил Карла Злого и забрал у него часть владений — Лонгвиль, Мант и Мёлан (1364—1365). В Кастилии французы завоевали корону для Энрике Трастамарского (1366). Герцог Аквитании Эдуард Чёрный принц (сын Эдуарда III) в 1367 году перешёл Пиренеи и разгромил Энрике при Нахере, после чего королём стал его ставленник Педро Жестокий, но спустя два года Энрике убил Педро и закрепился на престоле.
Тем временем в Аквитании усиливалось недовольство действующей властью. Чёрный принц, став формально независимым правителем, остался без английского финансирования, тогда как его расходы заметно выросли из-за активной внешней политики. Герцогу пришлось поднимать налоги. Когда он ввёл для всех своих подданных подымную подать, его вассал Жан д’Арманьяк заявил, что не обязан платить, и подал апелляцию Эдуарду III, а увидев, что рассмотрение дела затягивается, обратился к Карлу V: формально тот всё ещё мог считаться сюзереном герцога Аквитанского. Эту апелляцию поддержали Арно Аманье д’Альбре, граф Перигора Аршамбо V и город Родез. Карл согласился рассмотреть тяжбу и вызвал Чёрного принца на свой суд, но тот ответил, что явится со всей своей армией. Компромиссное предложение Эдуарда III об арбитраже Карла и скорейшем обмене отказами осталось без ответа. После этого обе стороны начали подготовку к войне, а Эдуард снова принял титул короля Франции.

## Боевые действия
Англичане использовали ту же тактику, что и на предыдущем этапе войны: они периодически высаживали на севере Франции относительно небольшие экспедиционные корпуса и предпринимали шевоше (грабительские рейды), разоряя всю сельскую местность, занимая и сжигая небольшие города, пытаясь принудить противника к сражению в удобном для себя месте. В 1369 году Джон Гонт, герцог Ланкастерский, прошёл от Кале через Артуа, Пикардию и Нормандию, в 1370 году Роберт Ноллис проделал путь от Кале до окрестностей Парижа, а потом повернул к Бретани, в 1373—1374 годах Джон Гонт прошёл через всю Францию до Бордо. Однако эти рейды не принесли англичанам заметных успехов. Часть сил Ноллиса даже была разбита при Понтваллене.
Тактика второй стороны конфликта радикально изменилась. Французы теперь уклонялись от больших сражений, отдавая сельскую местность на разграбление, и вели агитацию на вражеских территориях, благодаря чему им удавалось почти без боя занимать регион за регионом. В 1369 году они заняли Понтьё на севере, Руэрг, Керси, часть Ажене и Перигора на юге; в 1370 — остальную часть Ажене и Лимузен; в 1372—1373 — Бигор, Пуату и Сентонж (Ла-Рошель капитулировала после того, как кастильский флот разбил английскую эскадру с подкреплениями). Командовали французами брат короля Людовик Анжуйский и коннетабль Бертран Дюгеклен. Чёрный Принц вскоре после потери Лиможа снова взял его и устроил там резню (1370), но не смог закрепить этот успех. После капитуляции в 1374 году крепости Ла-Реоль англичане контролировали только четыре епархии в Гиени.
Король Наварры Карл Злой принёс тесный оммаж Карлу V, и это обеспечило последнему контроль над Нормандией (1371). Герцог Бретонский заключил союз с Англией, но Дюгеклен в 1373 году занял большую часть Бретани, остановившись только под Брестом.
1 июля 1375 года было заключено перемирие сроком на год, позже продлённое на такой же срок. Заключить прочный мир не удалось из-за невозможности компромисса в аквитанском вопросе, и в 1377 году, уже после смерти Чёрного Принца и Эдуарда III, боевые действия возобновились. Французы взяли Бержерак, оккупировали нормандские владения Карла Злого (кроме Шербура, который Карл успел продать англичанам), конфисковали герцогство Бретонское. В последнем случае они наткнулись на ожесточённое сопротивление, и в 1381 году был заключён второй Герандский договор: Жан V Бретонский сохранил за собой герцогство, но присягнул на верность французской короне.
К этому времени полномасштабные боевые действия закончились. Оба королевства были крайне истощены затянувшейся войной, в обоих престол занимали несовершеннолетние короли, за которых правили их дяди-принцы, занятые своими авантюрами (Карл V умер в 1380 году). При этом противостояние продолжалось. Оно было осложнено церковным фактором: в 1378 году начался Великий раскол католической церкви, когда в христианском мире было сразу два римских папы. Англия поддерживала Урбана VI, Франция — Климента VII, и в результате некоторые эпизоды конфликта трактовались как священная война. В частности, в 1383 году англичане попытались помочь фламандским городам против их графа, союзника Франции, и предприняли «крестовый поход» под началом епископа Генри ле Диспенсера, закончившийся поражением.
Помимо собственно Франции, боевые действия шли, как и во время Эдвардианской войны, на Пиренейском полуострове. Сын Эдуарда III Джон Гонт попытался завоевать корону Кастилии, но потерпел неудачу. Кастильцы, в свою очередь, пытались завоевать Португалию, союзника Англии, но были разгромлены при Алжубарроте (1385).
В 1389 году Англия и Франция заключили новое перемирие — на этот раз на три года. В дальнейшем не раз возобновлялись переговоры, и перемирие продлевалось, хотя стороны не могли прийти к согласию по основным вопросам. Следующий этап войны начался в 1415 году.